# Nhà thờ chính tòa Peterborough
Nhà thờ chính tòa Peterborough, Nhà thờ chính tòa Thánh Peter, Thánh Paul và St Andrew - còn được gọi là Đại giáo đường Thánh Peter (tên tiếng Anh: Peterborough Cathedral, Cathedral Church of St Peter, St Paul and St Andrew – và Saint Peter's Cathedral) - là một nhà thờ chính tòa, trụ sở của Giám mục Peterborough, Anh, thờ Thánh Peter, Thánh Phaolô và Thánh Andrew, có bức tượng nhìn xuống từ ba cột chống cao của Mặt tiền phía Tây nổi tiếng. Mặc dù được thành lập trong thời kỳ Anglo-Saxon, kiến trúc chủ yếu theo phong cách Norman, theo sau một đợt xây dựng lại vào thế kỷ thứ 12. Cùng với các nhà thờ chính tòa Durham và Ely, nhà thờ chính tòa Peterboroug là một trong những tòa nhà quan trọng nhất thế kỷ 12 ở Anh đã ở lại hầu như nguyên vẹn, mặc dù đã được mở rộng và phục hồi.
Nhà thờ Peterborough nổi tiếng với mặt tiền phía Tây có phong cách kiến trúc Gothic Anh thời kỳ đầu, với ba vòm khổng lồ, không có tiền lệ kiến trúc và không có phiên bản kế nhiệm trực tiếp. Bề ngoài là hơi bất đối xứng, vì một trong hai tháp vươn lên từ phía sau mặt tiền không bao giờ được hoàn thành (tháp bên phải như một mặt đối với tòa nhà), nhưng điều này chỉ nhìn thấy từ xa.